# Serica distincticornis
Serica distincticornis är en skalbaggsart som beskrevs av Brenske 1898. Serica distincticornis ingår i släktet Serica och familjen Melolonthidae. Inga underarter finns listade i Catalogue of Life.